# لوفتهانزا
لوفتهانزا الألمانية المساهمة (بالألمانية: Deutsche Lufthansa AG)(تُلفظ بالألمانية: [ˌdɔʏtʃə ˈlʊfthanzaː ʔaːˈɡeː]) تُعرف عادة باسم لوفتهانزا وتُلفظ لُفْتَنْزَة (ونادرا لوفتهانزا الخطوط الجوية الألمانية)؛ هي أكبر شركة طيران ألمانية، وعند دمجها مع الشركات التابعة لها تكون ثاني أكبر شركة طيران في أوروبا من حيث عدد المسافرين وحجم أسطول الطائرات. لوفتهانزا واحدة من الخمسة المؤسسين لتحالف ستار، أكبر تحالف طيران في العالم والذي تأسس عام 1997. اسم الشركة مستمد من Luft (كلمة ألمانية تعني «الهواء»)، وHansa (مصطلح باللاتينية يعني «نقابة» وهو مصطلح مستخدم تاريخيا في إشارة إلى الرابطة الهانزية المجموعة الاقتصادية القوية في العصور الوسطى).
إلى جانب شركات الطيران الخاصة بها الخطوط الجوية النمساوية، الخطوط الجوية الدولية السويسرية وأجنحة أوروبا بما في ذلك الأجنحة الألمانية (التي يشار إليها باسم مجموعة شركات الطيران لنقل الركاب)، لوفتهانزا الألمانية ش.م.م. تمتلك العديد من الشركات ذات الصلة بالطيران مثل لوفتهانزا للتكنولوجيا كجزء من مجموعة لوفتهانزا. بالإضافة للشركات التابعة لها، تمتلك المجموعة أكثر من 615 طائرة، مما يجعلها واحدة من أكبر شركات الطيران في العالم. في عام 2014، قامت المجموعة بنقل أكثر من 106 مليون مسافر.
يقع مقر الشركة في مدينة كولونيا. مركز العمليات الرئيسي للشركة يدعى مركز لوفتهانزا للطيران Lufthansa Aviation Center ا(LAC)، ويقع في المطار الرئيسي لعمليات الشركة مطار فرانكفورت. الغالبية العظمى من طياري لوفتهانزا، عمال الخدمات الأرضية ومضيفي الطيران يتمركزون هناك. مركز عمليات الشركة الثاني يقع في مطار ميونخ.

## نبذة تاريخية
يرجع تاريخ إنشاء شركة الطيران الألمانية «لوفتهانزا» إلى 6 يناير 1926 عندما اندمجت كلاً من شركتي «دويتشه للطيران لويد» و«جنكيرس لوفتفركير»، وتم إطلاق اسم لوفتهانزا على هذه الشركة منذ عام 1933، وكانت أولى الرحلات التي تطلقها الشركة الناشئة كانت إلى شبه جزيرة أيبيريا وذلك عندما وقعت الشركة نيابة عن الحكومة الألمانية مع الحكومة الأسبانية اتفاقاً على تسيير الرحلات الجوية بين ألمانيا وأسبانيا، وقبل قيام الحرب العالمية الثانية كانت لوفتهانزا الشركة الرائدة في تسيير الرحلات الجوية إلى الشرق الأقصى، وكان أسطولها يتكون من العديد من الطائرات ألمانية الصنع. 

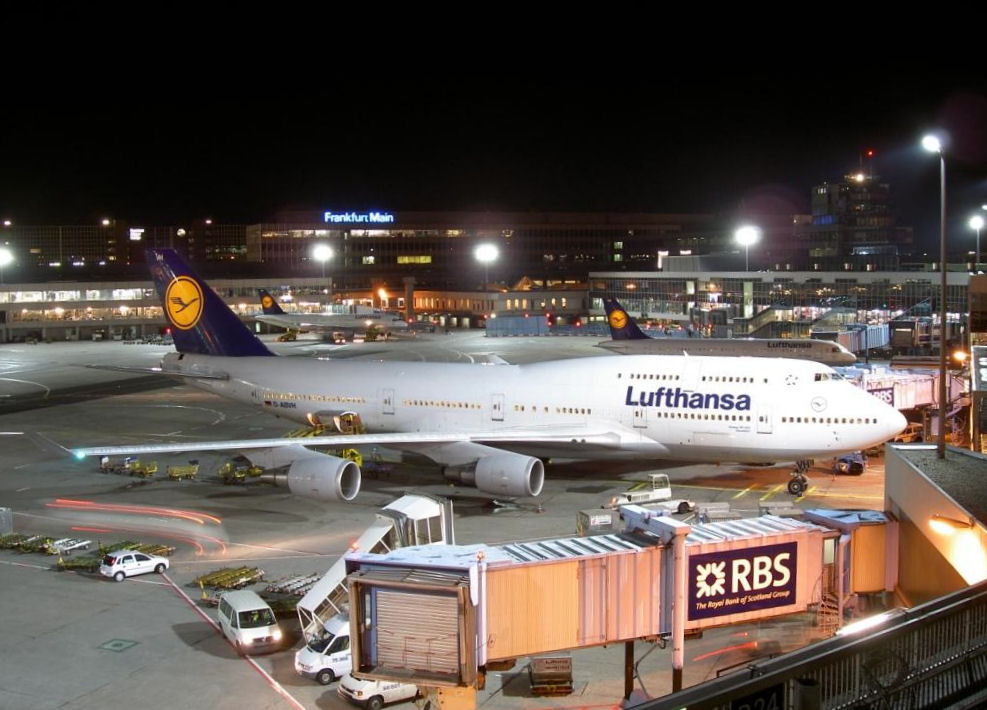
لوفتهانزا بوينغ 747-400

بعد قيام الحرب العالمية الثانية عام 1939 استطاعت لوفتهانزا أن تحافظ على بعض وجهاتها وخطوطها الجوية إلى الدول المحايدة فقط، إلا إن عمليات الشركة توقفت بالكامل بعد انتهاء الحرب وهزيمة ألمانيا وتقسيمها إلى ألمانيا الغربية وألمانيا الشرقية. أعيد هيكلة الشركة وأعيد انطلاقها في 6 يناير 1953 باسمها الجديد «شركة الطيران الألمانية» (لوفتهانزا)، وبدأت الشركة عملياتها مرة أخرى في 1 أبريل 1955 بتسيير رحلاتها إلى بعض الوجهات في ألمانيا الغربية وبعض المدن داخل أوروبا، وأنطلقت رحلاتها إلى نيويورك في 8 يونيو من نفس العام. أما ألمانيا الشرقية فقد حاولت أن تنشأ شركة طيران خاصة بها باسم لوفتهانزا أيضاً وهذا ما أدى إلى نشوب نزاع بين النصفين المتنازعين أساساً.
غيّرت شركة لوفتهانزا في ألمانيا الشرقية بعد ذلك اسمها إلى شركة الطيران الوطنية "Interflug" وأنتهت هذه الشركة من الوجود مع سقوط سور برلين وإعادة توحيد ألمانيا.

## شؤون الشركة

### الملكية

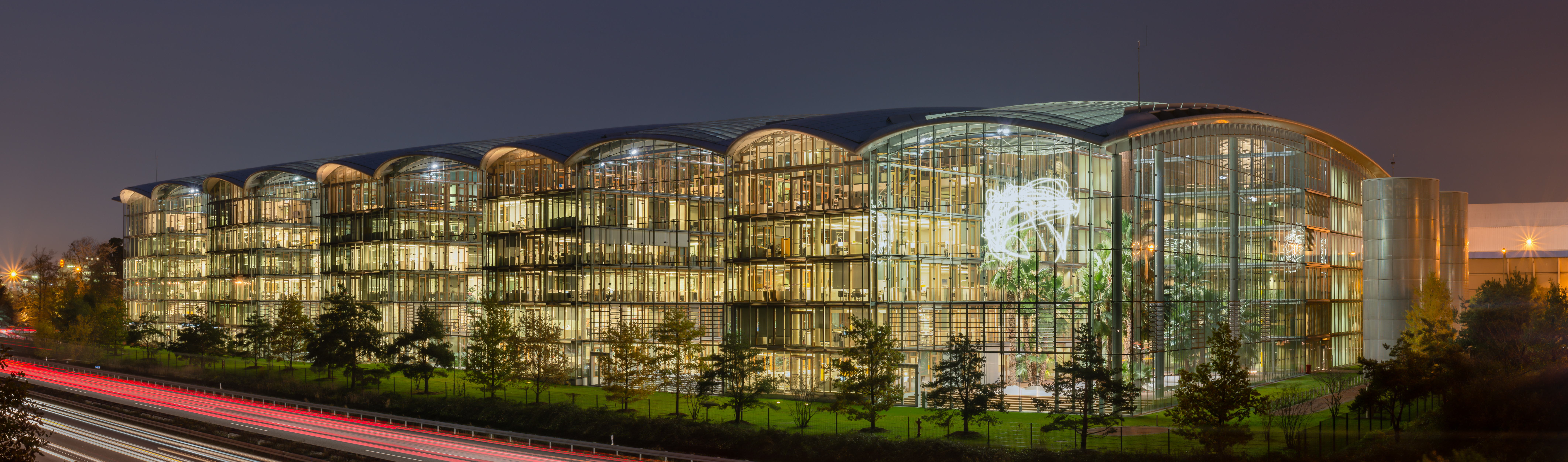
مركز لوفتهانزا للطيران في مطار فرانكفورت

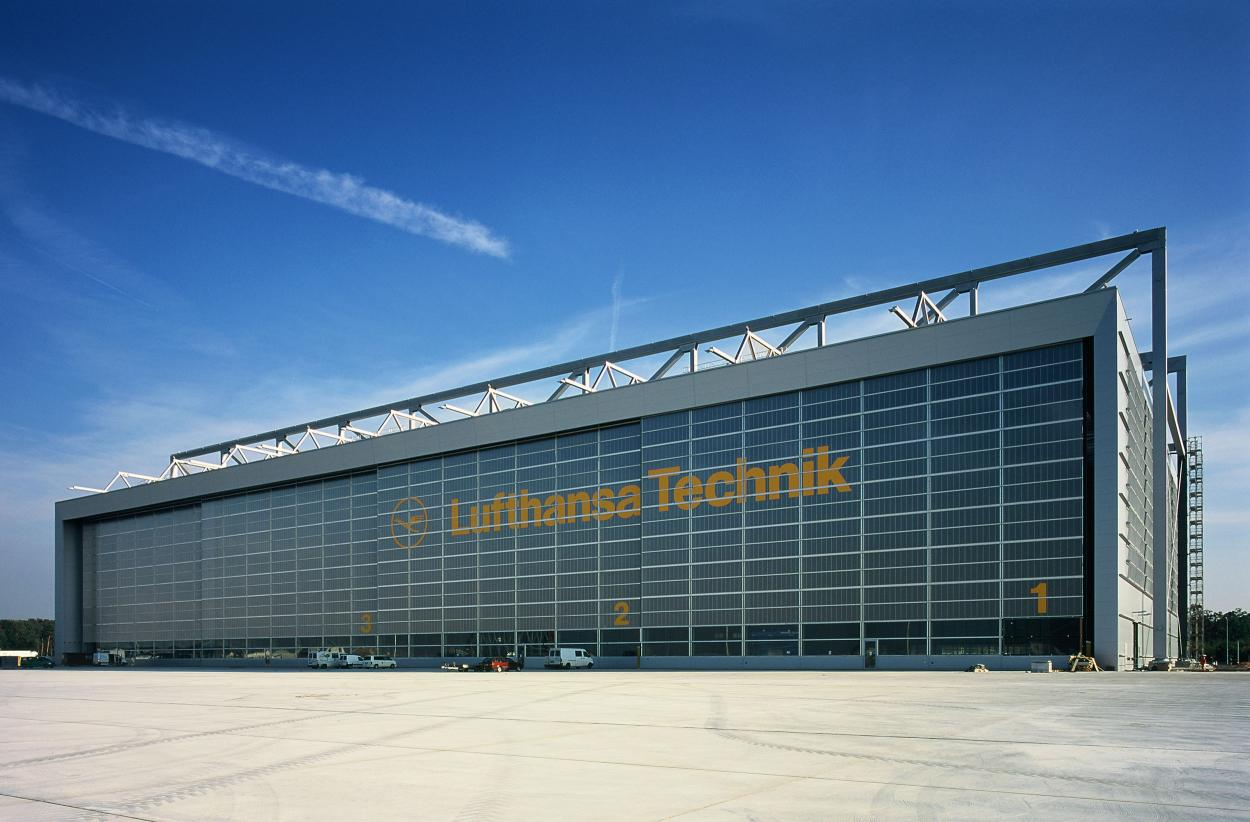
لوفتهانزا للتكنولوجيا في مطار فرانكفورت

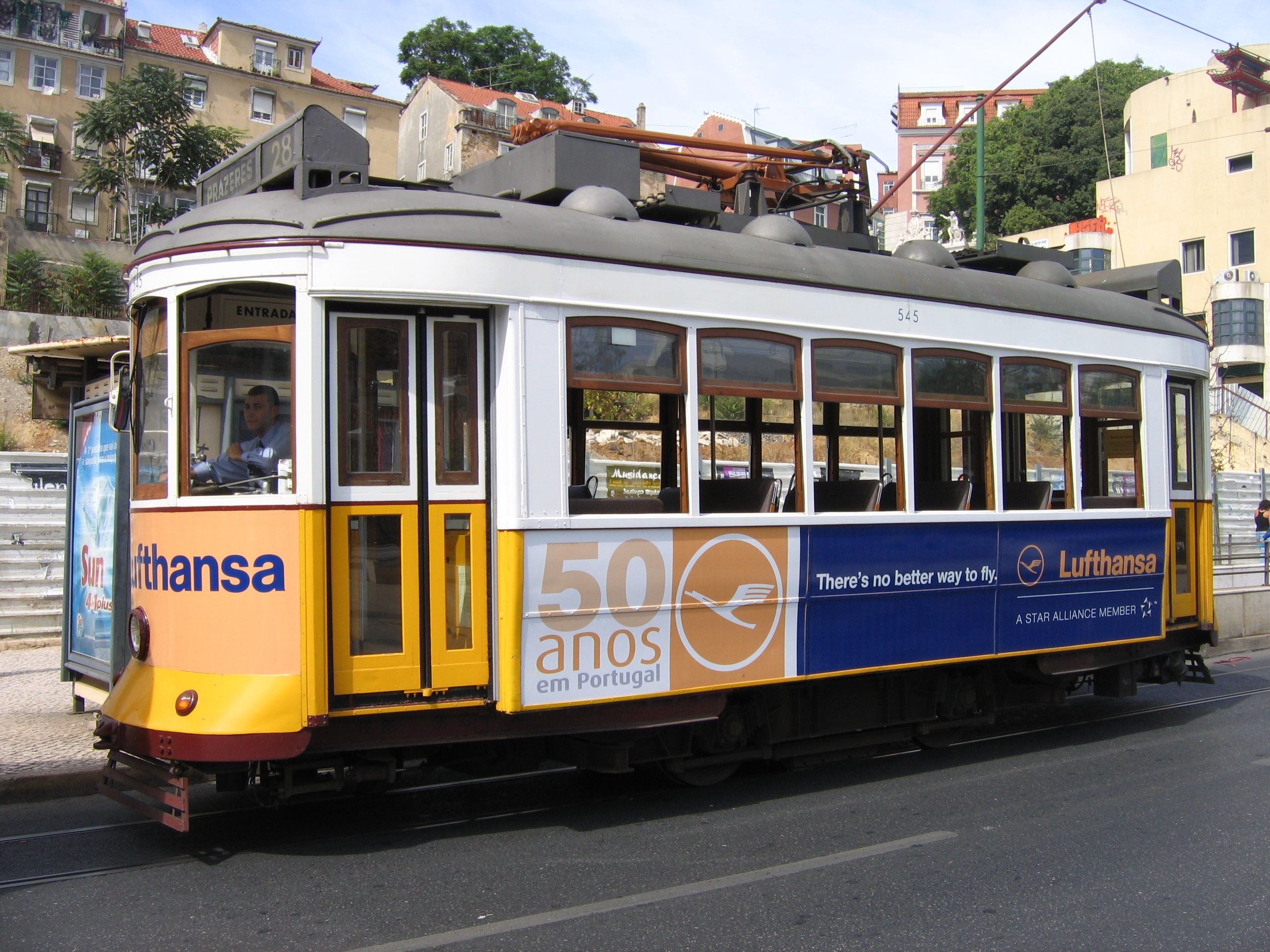
إعلان للوفتهانزا في لشبونة

كانت لوفتهانزا شركة مملوكة للدولة و(الناقل الوطني) حتى عام 1994. أسهم لوفتهانزا الألمانية ش.م.م مطروحة للتداول العام في جميع البورصات الألمانية منذ عام 1966 . بالإضافة للتداول التقليدي، يتم التداول أيضا إلكترونيا باستخدام نظام XETRA. وهي مدرجة في مؤشر داكس. في نهاية عام 2019 كان 58٪ من الأسهم مملوكة لمؤسسات استثمارية (العام السابق: 53٪) ، و 42٪ مملوكة لأفراد (العام السابق: 47٪). منذ عام 1970، شملت لوفتهانزا موظفيها في تقاسم الأرباح، مما يتيح لهم الفرصة للاختيار بين الحصص النقدية وحصص الأسهم. عندما تمت خصخصة الشركة، حصل الموظفون على أكثر من 3٪ من أسهمها.

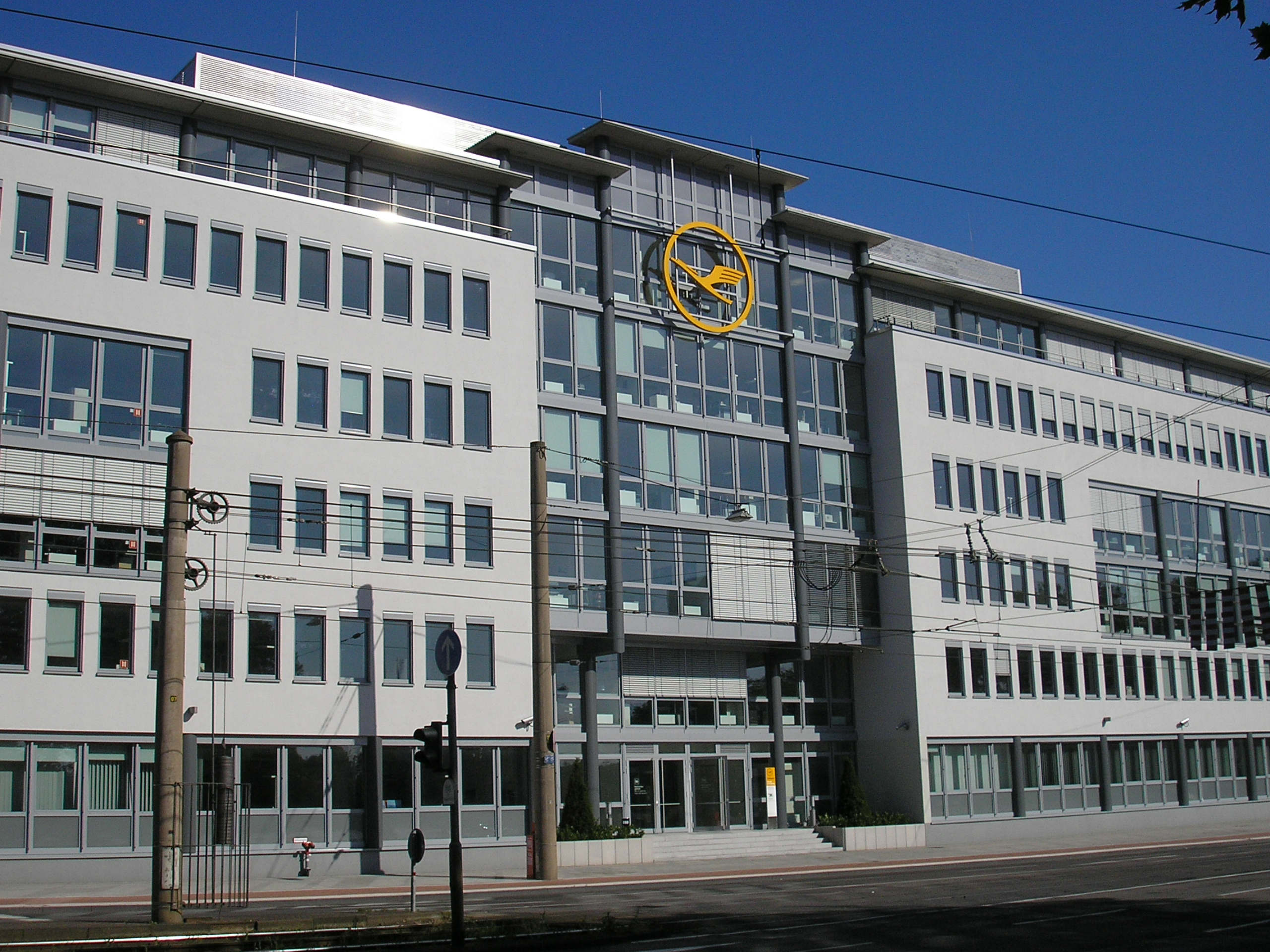
مقر لوفتهانزا في دويتس، كولونيا

### اتجاه الأعمال
نتائج الأعمال والنتائج التشغيلية الرئيسية لمجموعة لوفتهانزا في السنوات الأخيرة موضحة أدناه (كما في السنة المنتهية في 31 ديسمبر):
|                                   | 2009   | 2010   | 2011   | 2012   | 2013   | 2014   | 2015   | 2016          | 2017   | 2018   | 2019   | 2020   | 2021   |
| --------------------------------- | ------ | ------ | ------ | ------ | ------ | ------ | ------ | ------------- | ------ | ------ | ------ | ------ | ------ |
| حجم الأعمال (مليون يورو)          | 22,283 | 27,324 | 28,734 | 30,135 | 30,027 | 30,011 | 32,056 | 31,660        | 35,579 | 35,542 | 36,424 | 13,589 | 16,811 |
| صافي الربح/الخسارة (مليون يورو)   | −43    | 1,131  | −13    | 990    | 313    | 55     | 1,698  | 1,776         | 2,364  | 2,163  | 1,213  | −6,725 | −2,191 |
| عدد الموظفين (ألف في نهاية العام) | 117.5  | 117.0  | 116.4  | 117.0  | 118.3  | 118.8  | 120.7  | 124.3         | 129.4  | 135.5  | 138.4  | 110.1  | 105.3  |
| عدد الركاب (ميلون)                | 77.3   | 91.2   | 100.5  | 103.1  | 104.6  | 106.0  | 107.7  | 109.7         | 130.0  | 141.9  | 145.3  | 36.4   | 23.5   |
| عدد الطائرات (في نهاية العام)     | 722    | 710    | 636    | 627    | 622    | 615    | 602    | 617           | 728    | 763    | 763    | 757    | 713    |
| مراجع                             | [ 21 ] | [ 21 ] | [ 21 ] | [ 21 ] | [ 21 ] | [ 21 ] | [ 21 ] | [ 21 ] [ 22 ] | [ 21 ] | [ 21 ] | [ 21 ] | [ 23 ] | [ 24 ] |
|                                   |        |        |        |        |        |        |        |               |        |        |        |        |        |

### مقرات الشركة
يقع مقر شركة لوفتهانزا في كولونيا. في عام 1971 وصف لورانس الصحفي في صحيفة نيويورك تايمز مبنى المقر الجديد وقتها ب «اللامع». في عام 1986 تعرض المبنى لتفجير إرهابي. لكن لم يصب أحد. في 2006 وضع حجر الأساس لمقر لوفتهانزا الجديد في دويتس، كولونيا. وبحلول نهاية عام 2007 خططت لوفتهانزا لنقل 800 موظف، بما في ذلك إدارة الشؤون المالية للشركة إلى المبنى الجديد. ومع ذلك، في أوائل عام 2013 كشفت شركة لوفتهانزا عن خطط لنقل مكتبها الرئيسي من كولونيا إلى فرانكفورت بحلول عام 2017.
يوجد عدة إدارات للشركة ليست موجودة في المقر الرئيس؛ حيث أنها توجد في مركز لوفتهانزا للطيران في مطار فرانكفورت. وتشمل هذه الإدارات والاتصالات المؤسسية، علاقات المستثمرين، والعلاقات الإعلامية.

### شركات طيران فرعية
بالإضافة إلى عملية نقل الركاب الرئيسية، لوفتهانزا لديها العديد من شركات الطيران التابعة:

#### شركات تمتلكها لوفتهانزا بالكامل
- طيران دولوميتي - شركة طيران إقليمية يقع مقرها الرئيسي في فيلافرانكا دي فيرونا وهي جزء من لوفتهانزا الإقليمية.
- الخطوط الجوية النمساوية - الناقل الوطني للنمسا ومقرها في مطار فيينا الدولي.
- خطوط بروكسل الجوية - الناقل الوطني لبلجيكا ومقرها في مطار بروكسل الدولي.
- الخطوط الجوية الدولية السويسرية - الناقل الوطني لسويسرا مقرها في مطار زيورخ.
  - إديلويس إير - شركة طيران سويسرية فرعية مختصة بالرحلات الترفيهية والعطلات.
  - سويسرا العالمية للطيران - شركة طيران سويسرية فرعية للرحلات الإقليمية.
- أجنحة أوروبا - شركة طيران ألمانية منخفضة التكلفة مقرها في دوسلدورف.
  -  الأجنحة الألمانية - شركة طيران منخفضة التكلفة مقرها في كولونيا؛ العلامة التجارية لم تعد تستخدم في حين تواصل شركة الطيران العمل لشركة أجنحة أوروبا.
- لوفتهانزا للشحن - شركة شحن جوي ألمانية مقرها في فرانكفورت، سابقا باسم الألمانية للشحن.
- لوفتهانزا سيتي لاين - شركة طيران إقليمية ألمانية مقرها في ميونيخ وهي جزء من لوفتهانزا الإقليمية.

#### شركات تمتلكها لوفتهانزا جزئيًا
- ايرولوجيك - لوفتهانزا شركة طيران ألمانية للشحن وهي مملوكة بمشروع مشترك بين لوفتهانزا (50%) ودي إتش إل (50%).
- صن إكسبريس - شركة طيران تركية لرحلات العطلات مملوكة للوفتهانزا (50%) والخطوط الجوية التركية (50%)
  - صن إكسبريس ألمانيا - الفرع الألماني لشركة صن إكسبريس

#### شركات كانت مملوكة في السابق للوفتهانزا
- ميدلاند البريطانية الدولية (2009-2011، استملكت الأسهم حتى 1999) - شركة طيران بريطانية فرعية بيعت ل مجموعة الخطوط الجوية الدولية واندمجت بالخطوط الجوية البريطانية في 2012
- كوندور فلوغ دينست (1959-2004، استملكت الأسهم من 1955 حتى 2006) - شركة فرعية سابقة العطلات، استملكت الأسهم تدريجيا من قبل شركة توماس كووك، الآن مملوكة من قبل مجموعة توماس كووك
- الألمانية للشحن (1977-1993) - شركة شحن جوي سابقة، ضمت إلى شركة الشحن الحالية لوفتهانزا للشحن
- لوفتهانزا إيطاليا (2009-2011) - شركة طيران إيطالية فرعية تتشارك مع لوفتهانزا الرئيسية بنفس رمز إياتا، إيكاو ورمز النداء.

### شركات فرعية أخرى
بالإضافة إلى شركات الطيران المذكورة أعلاه، تدير وتعمل لوفتهانزا على المزيد الشركات الفرعية المختصة بأمور الطيران:
- العالمية لخدمات التحميل، شركة رائدة على مستوى العالم في خدمات الوزن عن بعد والتوازن.
- لوفتهانزا للخدمات، أكبر شركة في العالم لخدمة تموين الطيران، وهي تقدم ما يمثل ثلث وجبات الطيران في العالم.
- لوفتهانزا للاستشارات، شركة استشارات دولية في أمور الطيران لشركات الخطوط الجوية والمطارات والصناعات ذات الصلة.
- لوفتهانزا التدريب على الطيران، شركة لتقدم خدمات التدريب لطاقم الطائرة لمختلف شركات الخطوط الجوية والذراع الرئيسي لتدريب الطيارين في شركة الطيران المملوكة للوفتهانزا.
- لوفتهانزا للأنظمة، أكبر مزود أوربي لخدمات تكنولوجيا المعلومات في قطاع الطيران.
- لوفتهانزا للتكنولوجيا، شركة لتقديم خدمات صيانة الطائرات.

### تاريخ العلامة التجارية
شعار لوفتهانزا هو عبارة عن تصميم لطائر الكركي في وضع الطيران محاط بدائرة، وقد صمم من قبل أوتو فيرل عام 1918 . وكان ذلك جزءا من كسوة من أول شركة طيران ألمانية دويتشه لوفت ريديري (تختصر DLR)، التي بدأت الخدمات الجوية في 5 شباط 1919. في عام 1926 اعتمدت دويتشه لوفت هانسا هذا الرمز، وفي عام 1954 أعربت لوفتهانزا عن الاستمرار باعتماده أيضا.
ويعتقد بأن المبتكر الأساسي للاسم لوفتهانزا هو F.A. Fischer von Puturzyn. نشر كتابا عام 1925 بعنوان «لوفت-هانزا» والذي يدرس الخيارات المتاحة لصانعي سياسات الطيران في ذلك الوقت. وكان لوفت هانزا الاسم الذي أطلق على الشركة الجديدة التي نتجت عن دمج طيران يونكرز وDeutscher Aero Lloyd.

### التحالفات والشراكات

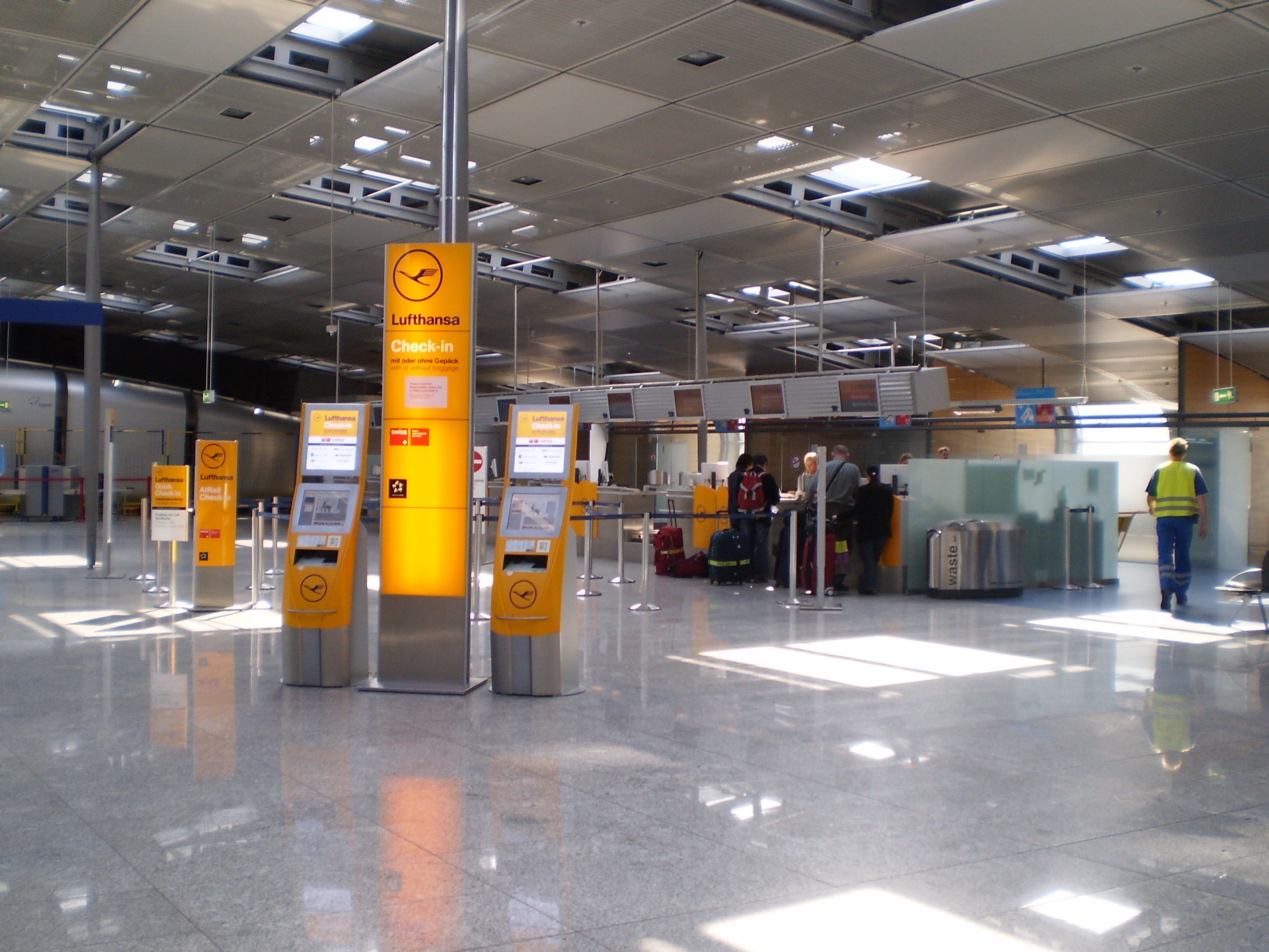
منطقة الجوازات في لوفتهانزا

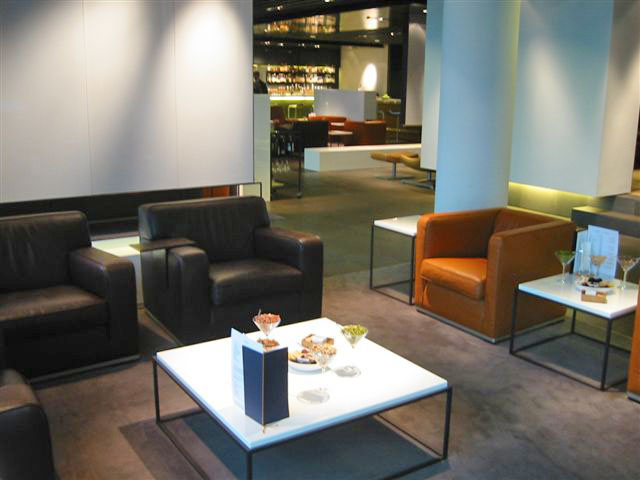
صالة لوفتهانزا الدرجة الأولى

#### الأعمال التجارية
اشترت لوفتهانزا حصة 19٪ في خطوط جيت بلو الجوية في كانون الأول 2007، ودخلت اتفاقية للمشاركة بالرمز مع شركة الطيران. وكان هذا أول استثمار رئيسي من قبل شركة طيران أوروبية في شركة طيران أمريكية منذ أن دخلت اتفاقية السموات المفتوحة الأمريكية الأوروبية حيز التنفيذ في عام 2008. وباعت شركة لوفتهانزا حصتها في شركة جيت بلو آذار عام 2015. وفي أواخر عام 2007، اضطرت لوفتهانزا للشحن لنقل محور أعمالها من كازاخستان إلى روسيا.
في 28 آب 2008، لوفتهانزا وخطوط بروكسل الجوية أعلنتا عن مفاوضات للانضمام لبعضهما البعض.
استحوذت لوفتهانزا على حصة 45٪ في شركة خطوط بروكسل الجوية في عام 2009. ولديها الخيار في الحصول على ما تبقى من حصة 55٪ بحلول عام 2017. وكجزء من الصفقة انضمت خطوط بروكسل الجوية إلى تحالف ستار في كانون الاول عام 2009.
في 28 تشرين الأول عام 2008، استخدمت لوفتهانزا خيارها لشراء حصة إضافية بنسبة 60٪ في شركة الطيران ميدلاند البريطانية الدولية (بالإضافة إلى ال 20٪ التي تملكها لوفتهانزا مسبقا)، وهذا أدى إلى نزاع مع المالك السابق السير مايكل بيشوب. توصل كلا الطرفين إلى اتفاق في نهاية أيار 2009، ودخلت عملية الاستحواذ قيد التنفيذ اعتبارا من 1 حزيران 2009. حصلت لوفتهانزا على ال 20٪ المتبقية من الخطوط الجوية الاسكندنافية في 1 تشرين الثاني 2009، لتأخذ بذلك السيطرة الكاملة على ميدلاند البريطانية الدولية.
أكملت لوفتهانزا شراء الخطوط الجوية النمساوية من الحكومة النمساوية في كانون الثاني عام 2009.
ورد اسم لوفتهانزا في عام 2010 في تحقيق للمفوضية الأوربية بخصوص تحديد الأسعار، ولكنها لم تغرم بشيء لأنها كانت بمثابة المبلغين.
أكملت شركة لوفتهانزا في نيسان 2012 عملية بيع ميدلاند البريطانية الدولية لمجموعة الخطوط الجوية الدولية (IAG)ا، وهي الشركة المالكة لشركة الخطوط الجوية البريطانية وايبيريا بمبلغ 172.5 مليون جنيه استرليني.
في تموز 2012، ألغيت صفقة صيانة بين كانتاس ولوفتهانزا للتكنولوجيا لمطار تولامارين وذلك بسبب عدم وجود أعمال كافية لصيانة المحركات لدعم الشراكة. مما أدى إلى تسريح 164 مهندسا. جاء ذلك في أعقاب أشهر فقط بعد إغلاق عمليات الصيانة الثقيلة، مما أدى إلى فقدان 400 وظيفة إضافية. وأعلن عن أن الشراكة لوفتهانزا للتكنولوجيا-كانتاس ستنتهي في أيلول.
لوفتهانزا أيضا تقوم بعملية تنسيق مواعيد ومبيعات تذاكر الرحلات الجوية عبر الأطلسي مع شركة طيران كندا والخطوط الجوية المتحدة (كما تفعل الخطوط السويسرية، النمساوية وبروكسل الجوية). لوفتهانزا (مع الخطوط السويسرية والنمساوية الجوية) يتعاونون كذلك مع الخطوط اليابانية بالرحلات الجوية إلى اليابان. كلا المشروعين مطلوب فيها موافقة سلطات الهيئات المنافسة.

#### تكنولوجيا
حتى نيسان 2009 كانت أنظمة لوفتهانزا للجرد ومراقبة المغادرة مرتكزة على نظام يونيسيس الذي كان يدار من قبل أنظمة لوفتهانزا. تم الاستعانة بمصادر خارجية لأنظمة لوفتهانزا للحجز والتي عملت بنظام أماديوس في بداية التسعينات. عقب ذلك قرار بالاستعانة بمصادر خارجية لجميع مكونات نظام خدمة الركاب، وظائف الأنظمة استعانت بنظام ألتيا الذي يدار من قبل أماديوس.

#### الرعايات
ترعى شركة لوفتهانزا فريق آينتراخت فرانكفورت في الدوري الألماني لكرة القدم كما ترعى مجموعة لوفتهانزا مؤسسة المعونة الألمانية الرياضية - معززة أهدافها السياسية الاجتماعية والرياضيين الذين ترعاهم.

## الوجهات

### اتفاقية الرمز المشترك
لدى لوفتهانزا اتفاقية الرمز المشترك مع الخطوط الجوية التالية:
- طيران إيجيان
- طيران أستانا[47]
- طيران البلطيق[48]
- طيران كندا
- طيران الصين
- Air Dolomiti LH
- طيران الهند
- طيران مالطا
- طيران نيوزيلندا
- خطوط كل اليابان الجوية[49]
- خطوط آسيانا الجوية
- الخطوط الجوية النمساوية LH
- أفيانكا
- خطوط بروكسل الجوية LH
- كاثي باسيفيك[50]
- خطوط كوبا الجوية
- الخطوط الجوية الكرواتية
- مصر للطيران
- الخطوط الجوية الإثيوبية
- الاتحاد للطيران[51]
- يورو وينجز LH
- الخطوط الجوية الإيرانية
- إيتا (شركة طيران)[52]
- مجموعة خطوط لاتام الجوية
- خطوط لوت الجوية البولندية
- لوكس إير
- الخطوط الجوية الإسكندنافية
- خطوط شينزين الجوية
- الخطوط الجوية السنغافورية
- خطوط جنوب إفريقيا الجوية
- صن إكسبريس LH
- الخطوط الجوية الدولية السويسرية LH
- تاب برتغال
- الخطوط الجوية الدولية التايلاندية
- الخطوط الجوية التركية
- الخطوط الجوية المتحدة[53]
- فيستارا[54]

LH جزء من مجموعة لوفتهانزا.

## الأسطول

### الأسطول الحالي
تقوم لوفتهانزا اعتبارًا من سبتمبر 2023 (باستثناء الشركات التابعة لها إير دولوميتي وديسكفر إيرلاينز ويورو وينجز ولوفتهانزا سيتي لاين ) بتشغيل الطائرات التالية:
| الطائرة                  | في الخدمة | مطلوبة | الركاب     | الركاب       | الركاب              | الركاب     | الركاب     | الركاب        | ملاحظات |
| الطائرة                  | في الخدمة | مطلوبة | الأولى     | رجال الأعمال | الاقتصادية المتميزة | الاقتصادية | المجموع    | مراجع         | ملاحظات |
| ------------------------ | --------- | ------ | ---------- | ------------ | ------------------- | ---------- | ---------- | ------------- | --- |
| إيرباص إيه 319-100       | 23        | —      | —          | 24           | —                   | 102        | 138        | [ 58 ]        | |
| إيرباص إيه 320-200       | 52        | —      | —          | 28           | —                   | 140        | 168        | [ 59 ]        | |
| عائلة إيرباص إيه 320 نيو | 34        | 39     | —          | 28           | —                   | 152        | 180        | [ 61 ]        | خصصت بعض الطائرات حسب الطلب للشركات التابعة للمجموعة.                                                                  |
| إيرباص إيه 321-100       | 20        | —      | —          | 26           | —                   | 174        | 200        | [ 64 ]        | |
| إيرباص إيه 321-200       | 37        | —      | —          | 26           | —                   | 174        | 200        | [ 64 ]        | |
| Airbus A321neo           | 17        | 22     | —          | 28           | —                   | 187        | 215        | [ 65 ] [ 66 ] | |
| إيرباص إيه 330-300       | 10        | —      | —          | 42           | 28                  | 185        | 255        | [ 67 ]        | |
| إيرباص إيه 340-300       | 17        | —      | —          | 30           | 28                  | 221        | 279        | [ 68 ]        | أكبر مشغل لهذا النوع. ستسبدل ب إيرباص إيه 350.                                                                         |
| إيرباص إيه 340-600       | 10        | —      | 8          | 56           | 28                  | 189        | 281        | [ 71 ]        | عادت من التخزين طويل الأجل في عام 2022. ستسبدل ب إيرباص إيه 350.                                                       |
| إيرباص إيه 350-900       | 21        | 34     | 4          | 38           | 24                  | 201        | 267        | [ 75 ]        | سيتم تسليمها اعتبارًا من أوائل عام 2024 مع تصميم داخلي للشركة.                                                          |
| إيرباص إيه 350-900       | 21        | 34     | —          | 48           | 21                  | 224        | 293        | [ 77 ] [ 78 ] | التسليم منذ 2016. |
| إيرباص إيه 350-900       | 21        | 34     | —          | 30           | 26                  | 262        | 318        | [ 77 ]        | |
| إيرباص إيه 350-900       | 21        | 34     | —          | 30           | 24                  | 241        | 295        | [ 81 ]        | أربع طائرات مستأجرة من الخطوط الجوية الفلبينية.                                                                        |
| إيرباص إيه 350-900       | 21        | 34     | —          | 30           | —                   | 309        | 339        |               | طائراتان مستأجرتان من خطوط جنوب إفريقيا الجوية.                                                                        |
| إيرباص إيه 350-900       | 21        | 34     | —          | 30           | —                   | 309        | 339        |               | طائراتان مستأجرتان من خطوط جنوب إفريقيا الجوية.                                                                        |
| إيرباص إيه 350           | —         | 10     | يعلن لاحقا | يعلن لاحقا   | يعلن لاحقا          | يعلن لاحقا | يعلن لاحقا | [ 78 ]        | ستسبدل بإيرباص إيه 340.                                                                                                |
| إيرباص إيه 380           | 8         | —      | 8          | 78           | 52                  | 371        | 509        | [ 86 ]        | |
| بوينغ 747-400            | 8         | —      | —          | 67           | 32                  | 272        | 371        | [ 87 ]        | ستستبدل ب بوينغ 777 أكس.                                                                                               |
| بوينغ 747-8              | 19        | —      | 8          | 80           | 32                  | 244        | 364        | [ 89 ]        | أكبر مشغل لهذا النوع. تشمل الطائرة D-ABYP، الطائرة رقم 1500 من طراز بوينغ 747.                                         |
| بوينغ 777 أكس            | —         | 20     | يعلن لاحقا | يعلن لاحقا   | يعلن لاحقا          | يعلن لاحقا | يعلن لاحقا | يعلن لاحقا    | تأخرت عمليات التسليم، ومن المقرر حاليًا أن تبدأ في عام 2025. ستستبدل بوينغ 747-400 وإيرباص إيه 380.                     |
| بوينغ 787                | 5         | 34     | —          | 28           | 28                  | 231        | 287        | [ 75 ]        | سيتم تسليمها اعتبارًا من عام 2024 مع تصميم داخلي للشركة.                                                                |
| بوينغ 787                | 5         | 34     | —          | 26           | 21                  | 247        | 294        | [ 78 ] [ 97 ] | سملت 39 حتة أغسطس 2022. أربع طائرات ممستأجرة من خطوط هاينان الجوية. خمس طائرات منها ستنقل إلى الخطوط الجوية النمساوية. |
| المجموع                  | 288       | 159    |            |              |                     |            |            |               | |

### نظام تسمية الطائرات
في أيلول 1960، طائرة لوفتهانزا البوينغ 707 (D-ABOC)، التي كان من شأنها أن تخدم الطريق العابر للقارات فرانكفورت-نيويورك، كانت قد عمدت باسم برلين نسبة للمدينة المقسمة برلين من قبل العمدة في ذلك الوقت فيلي برانت. بعد برلين، سميت طائرات لوفتهانزا بوينغ 707 أخرى باسم «هامبورغ»، «فرانكفورت»، «ميونيخ»، و«بون». مع هذه الأسماء، أنشأت الشركة تقليد لتسمية الطائرات في أسطولها نسبة للمدن والبلدات الألمانية أو الولايات الاتحادية، وتسمى الطائرة على حسب الحجم أو الوجهة بما يتوافق مع حجم أو أهمية المدينة أو البلدة المسماة نسبة إليها.
وقد استمر هذا التقليد حتى يومنا هذا، مع اثنين من الاستثناءات البارزة حتى عام 2010: الاستثناء الأول كان لطائرة إيرباص A340-300 (مسجلة D-AIFC)، باسم «غاندر / هاليفاكس»، والتي سميت تيمنا ب غاندر وهاليفاكس، وهما مدينتان كنديتان من المدن الأساسية في الرحلات المنتظمة من أوروبا إلى أمريكا الشمالية. وأصبحت أول طائرة للوفتهنزا تسمى نسبة إلى مدينة غير ألمانية. وكانت الغاية من التسمية التقدير لحسن الضيافة لمجتمعات غاندر وهاليفاكس، التي كانت بمثابة ملاذات آمنة للركاب وطواقم كبيرة من الطائرات الدولية الغير قادرة على العودة إلى المطارات التي أقلعت منها أثناء عملية الشريط الأصفر بعد أحداث 11 أيلول 2001.الاستثناء الأخر الذي لم تسم به طائرة نسبة إلى مدينة ألمانية كانت طائرة إيرباص A321-100 (مسجلة D-AIRA)، والتي سميت ب فينكنفيردا تكريما لمنشأة ايرباص في حي هامبورغ فينكنفيردا، حيث يتم تصنيع حوالي 40٪ من نماذج طائرات إيرباص ذات البدن الضيق
في شباط 2010، أعلنت لوفتهانزا أن أول طائرتي إيرباص إيه 380 سوف تتسلمهما سوف تسميان ب فرانكفورت (مسجلة D-AIMA) وميونيخ (مسجلة D-AIMB) نسبة لمطاري لوفتهانزا الرئيسيين.
طائرات الإيرباص A380 اللاحقة سميت تيمنا بالمطارات الرئيسية الأخرى لمجموعة لوفتهانزا زيورخ، فينا وبروكسل، ومدن ألمانيا الكبرى دوسلدورف و برلين. طائرات الإيرباص A380 المتبقية سميت تيمنا بالمدن الرئيسية لأعضاء تحالف ستار طوكيو، بكين، جوهانسبرغ، نيويورك، سان فرانسيسكو ودلهي. لكن طائرة سان فرانسيسكو (مسجلة D-AMEN) اعيد تسميتها باسم Deutscheland (ألمانيا) عام 2016.
ومع ذلك، اعتبارا من 2016 هناك العديد من الطائرات قصيرة وطويلة المدى في أسطول لوفتهانزا لا تحمل اسم على الإطلاق. إما أنهن لم يحصلن على واحد أو أن الاسم السابق أعطي لطائرات أحدث، والذي كان حال عدة طائرات بوينغ 747-400. على سبيل المثال، الاسم السابق بايرن (بافاريا)، طائرة بوينغ 747-400 لازالت في الخدمة لكنها فقدت الاسم لصالح طائرة بوينغ 747-8 حديثة

## المقصورة

### الدرجة الأولى

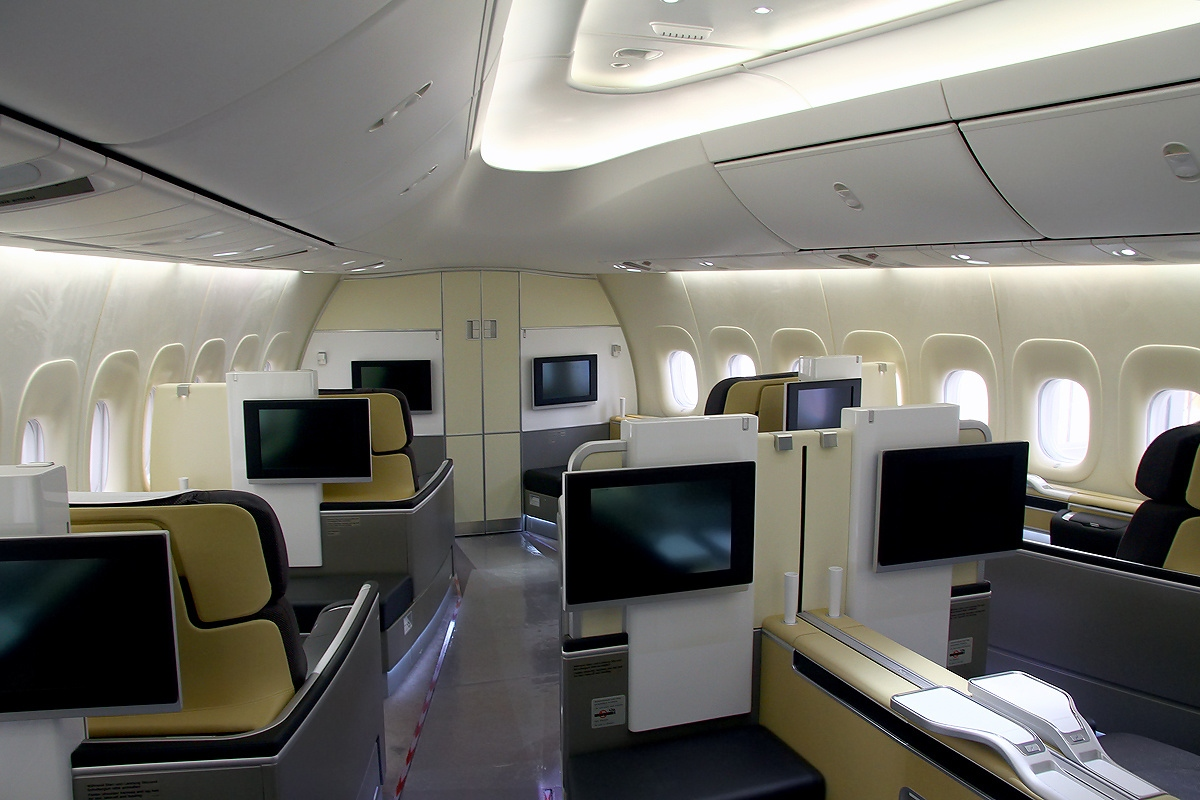
لوفتهانزا بوينغ 747-8 الدرجة الأولى

يتم تقديم الدرجة الأولى على معظم الطائرات طويلة المدى (إيرباص A330-300، A340-300، A340-600، والجزء الأمامي من الطابق العلوي من كل طائرات الإيرباص A380، وقسم الأنف لجميع طائرات البوينغ 747-8). كل مقعد يحول إلى سرير 2 متر (6 قدم 7 بوصة)، ويتضمن منافذ الطاقة للأجهزة المحمولة، فضلا عن مرافق الترفيه. وجبات الطعام متوفرة عند الطلب. تقدم لوفتهانزا منافذ مخصصة للدرجة الأولى في معظم المطارات، وتقدم صالات مخصصة للدرجة الأولى في فرانكفورت وميونخ، فضلا عن محطة درجة أولى في فرانكفورت. قامت لوفتهانزا بإدخال منتجات جديدة في مقصورات الدرجة الأولى على متن طائرات إيرباص A380، وتخطط لتدخلها تدريجيا على جميع طائرات رحلاتها الطويلة. مع البرنامج الجديد المسمى SCORE المقدم لزيادة الأرباح بنحو 1.5 مليار يورو على مدى السنوات التالية، لوفتهانزا سوف توقف مخططاتها التوسعية وعلى نطاق واسع سوف تقلل عروض الدرجة الأولى على معظم المسارات.

## مايلز & مور
يسمى برنامج المسافر الدائم الخاص بلوفتهانزا مايلز & مور، ويتم مشاركته بين العديد من شركات الطيران الأوروبية، بما في ذلك جميع شركات الطيران التابعة لوفتهانزا (باستثناء صن إكسبريس)، بالإضافة إلى خطوط أدريا الجوية، خطوط بروكسل الجوية (حصة 45 في المئة مملوكة من قبل لوفتهانزا)، كوندور فلوغ دينست (المملوكة سابقا من قبل شركة لوفتهانزا)، الخطوط الجوية الكرواتية، الخطوط الجوية البولندية لوت، وطيران لوكسمبورغ (حصة كانت مملوكة من قبل لوفتهانزا). يكسب أعضاء مايلز & مور الأميال على رحلات لوفتهانزا ورحلات الشركاء في تحالف ستار، وكذلك من خلال بطاقات إئتمان لوفتهانزا ، والمشتريات التي تمت من خلال المحلات التجارية للوفتهانزا. يتم تحديد الحالة أو الدرجة في مايلز & مور عن طريق الأميال التي قطعها المسافر خلال سنة واحدة مع شركاء محددين. 
وتشمل مستويات العضوية: 
- عضو مايلز & مور {بدون حد أدنى للأميال}
- المسافر الدائم {فضية، 35،000 ميل (56000 كم) كحد أدنى أو 30 رحلة فردية}
- سيناتور {ذهبية، 100،000 ميل (160،000 كم) كحد أدنى}
- الدائرة الشرفية {سوداء، 600،000 ميل (970،000 كم) كحد أدنى خلال أكثر من سنتين}

المستويات الفضية، الذهبية والسوداء يسمح لهم بالدخول إلى الصالات والحصول على نقاط أميال استثنائية.

## الصالات

### محطة الدرجة الأولى

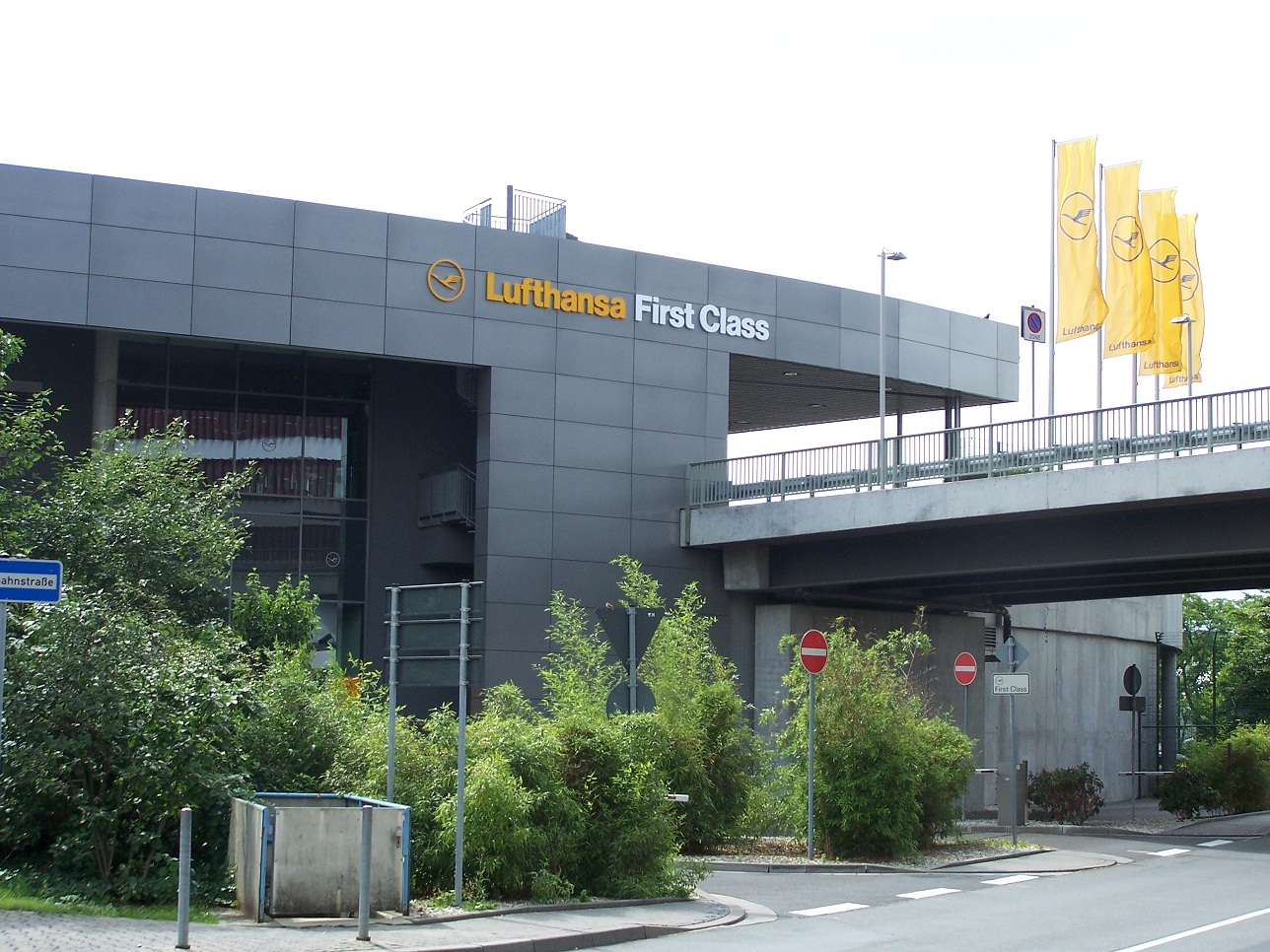
محطة الدرجة الأولى

لوفتهانزا تدير محطة مغادرة من الدرجة الأولى في مطار فرانكفورت، وهي أول محطة من نوعها، الدخول مقتصر فقط على مغادري الدرجة الأولى على خطوط لوفتهانزا والدرجة الأولى على خطوط الشركات التابعة. ما يقرب من 200 موظف خدمة لنحو 300 راكب يوميا في المحطة، والتي تتميز بمطعم كامل الخدمات، صالة سيجار، غرف للاسترخاء، مكاتب، فضلا عن مرافق حمامات. ينقل الضيوف مباشرة إلى الرحلات المغادرة بواسطة مرسيدس بنز الفئة- S، بورش كايين، بورش باناميرا، أو مرسيدس بنز الفئة- V.

### أنواع الصالات والدخول إليها
تشغل لوفتهانزا أربعة أنواع من الصالات: الدرجة الأولى، صالة سيناتور، صالة رجال الأعمال وصالة مرحبا. كل صالة مغادرة يمكن دخولها سواء من خلال درجة السفر، أو مشتركي مايلز & مور/ تحالف ستار. صالة مرحبا مقتصرة على المسافرين القادمين على متن خطوط مجموعة لوفتهانزا والخطوط الجوية المتحدة فقط. [

| الصالة             | الدخول حسب الدرجة                                                                    | الدخول حسب الاشتراك ([[:en:Miles&More\|مايلز&مور / تحالف ستار) | ملاحظات                                              | العدد |
| ------------------ | ------------------------------------------------------------------------------------ | -------------------------------------------------------------- | ---------------------------------------------------- | ----- |
| محطة الدرجة الأولى | الدرجة الأولى فقط (لوفتهانزا & السويسرية فقط)                                        | جامعي الأميال فقط                                              | متاحة فقط في مطار فرانكفورت                          | 1     |
| صالة الدرجة الأولى | الدرجة الأولى فقط (لوفتهانزا & السويسرية فقط)                                        | جامعي الأميال فقط                                              | متاحة في مطار فرانكفورت (المحطة 1A و1B) ومطار ميونيخ | 3     |
| صالة سيناتور       | الدرجة الأولى فقط (لوفتهانزا & السويسرية & تحالف ستار)                               | سيناتور او الدرجات الأعلى                                      |                                                      | 27    |
| صالة رجال الأعمال  | الدرجة الأولى ودرجة رجال الأعمال (لوفتهانزا & تحالف ستار)                            | المسافرين الدائمين أو الدرجات الأعلى تحالف ستار الذهبية        |                                                      | 30    |
| صالة مرحبا         | الدرجة الأولى ودرجة رجال الأعمال (لوفتهانزا & السويسرية & الخطوط الجوية المتحدة فقط) | المسافرين الدائمين أو الدرجات الأعلى                           | متوفرة فقط في مطار فرانكفورت                         | 1     |

## أحداث وحوادث
هذه هي قائمة بالأحداث والحوادث التي وقعت لطائرات الخطوط الرئيسية للوفتهانزا منذ عام 1954. بالنسبة للأحداث السابقة راجع لوفت هانزا الألمانية. للحوادث والوقائع على الرحلات الجوية التابعة للعلامة التجارية والتي تم تشغيلها من قبل شركات الطيران الأخرى، انظر (لوفتهانزا سيتي لاين، لوفتهانزا للشحن، طيران كونتاكت، الأجنحة الألمانية، وطيران دولوميتي).

### حوادث مميتة
- لوفتهانزا الرحلة 502، في 11 كانون الثاني 1959، تحطمت طائرة لوكهيد (المسجلة D-ALAK) على الشاطئ قبالة مطار غاليو في ريو دي جانيرو قادمة من هامبورغ، ألمانيا. من ال 29 راكبا و10 أفراد الطاقم على متن الطائرة، نجى فقط مساعد الطيار واثنتان من المضيفات. أدى التحقيق في الحادث إلى إلقاء اللوم على الطيارين للانحدار الشديد أثناء الهبوط، والذي قد يكون ناجما عن التعب.[112]
- في 4 كانون الأول 1961، تحطمت طائرة بوينغ 720 (مسجلة D-ABOK) لأسباب غير معروفة قرب ماينز خلال رحلة تدريبية من فرانكفورت إلى كولونيا، مما أسفر عن مقتل الركاب الثلاثة. وكان الحادث الأول لهذا النوع من الطائرات.[113]
- في 15 تموز 1964، طائرة أخرى من طراز بوينغ 720 (مسجلة D-ABOP) تحطمت خلال رحلة تدريبية، الطاقم المؤلف من ثلاثة أشخاص قتلوا في الحادث (في ما كان هذا الحادث الثاني لهذا النوع من الطائرات). ووقع الحادث بالقرب من آنسباخ بعد أن فقد الطيارون السيطرة على الطائرة خلال تنفيذ لفة حول المحور.
- في 28 كانون الثاني 1966 في 17:50 بالتوقيت المحلي، لوفتهانزا الرحلة 5 من فرانكفورت إلى بريمن، والتي كانت تستخدم طائرة كونفير CV-440 متروبوليتان (مسجلة D-ACAT)، تحطمت بعد نصف كيلو متر بالقرب من مطار بريمن ليقتل جميع ركابها ال42 وأفراد الطاقم الأربعة. حاول الطيارون إعادة إقلاع الطائرة أثناء الهبوط في المطار، وخلال ذلك هوت الطائرة وخرجت عن نطاق السيطرة، وربما يرجع ذلك إلى خطأ الطيار.[114]

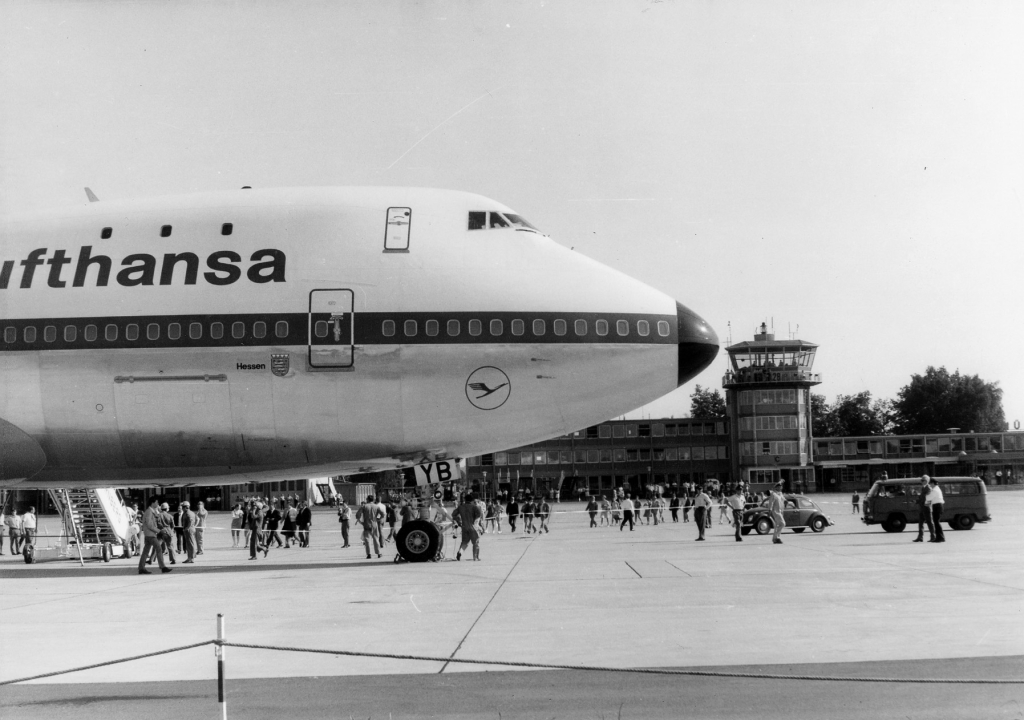
D-ABYB، الطائرة التي دمرت في كارثة الرحلة 540، كانت الطائرة الثانية من أصل ثلاث طائرات بوينغ 747-100 سلمت للوفتهانزا تظهر هنا خلال حدث ترويجي في مطار نورمبرغ عام 1970.

- في 20 تشرين الثاني 1974 الساعة 07:54 بالتوقيت المحلي، لوفتهانزا الرحلة 540، طائرة بوينج 747-100 (مسجلة D-ABYB)، فقدت الطاقة وتحطمت بعد وقت قصير من إقلاعها في مطار جومو كينياتا الدولي في ما كان أول حادث جوي لطائرة بوينج 747. 55 من أصل 140 راكبا و4 من 17 أفراد الطاقم فقدوا حياتهم، مما جعلها أسوأ حادث في تاريخ الطيران.[116]
- في 26 تموز 1979، (لوفتهانزا الرحلة 527) طائرة البضائع بوينغ 707 (مسجلة D-ABUY) التي كانت في طريقها من ريو دي جانيرو إلى داكار لتكمل بعدها إلى ألمانيا تحطمت في منطقة جبلية 25 كم من مطار غاليو أثناء الإرتفاع الأولي، مما أسفر عن مقتل افراد الطاقم الثلاثة. عيب في الاتصال بين الطيارين ووحدة تحكم الحركة الجوية أسفر عن تحليق الطائرة في مسار خاطئ.[117]
- يوم 14 أيلول 1993، لوفتهانزا الرحلة 2904، وهي طائرة إيرباص إيه 320-200 (مسجلة D-AIPN) متجهة من فرانكفورت إلى وارسو مع 64 راكبا و4 من افراد الطاقم، تخطت الطائرة المدرج أثناء الهبوط في مطار وارسو فريدريك شوبان، واصطدمت بسد أرضي، مما أدى إلى وفاة مساعد الطيار وراكب واحد.[118][119]

### غير مميتة
- في 20 ديسمبر 1973، طائرة لوفتهانزا بوينغ 707 (مسجلة D-ABOT) ب 98 راكبا و11 من أفراد الطاقم اصطدمت بعامود الإشارة الأوسط عند الهبوط في مطار انديرا غاندي الدولي في نيودلهي بعد رحلة ركاب منتظمة من بانكوك (كجزء من رحلة متعددة الوجهات لتعود مرة أخرى إلى ألمانيا). لم تكن هناك إصابات، لكن لحقت أضرار بالطائرة غير قابلة للإصلاح. في وقت وقوع الحادث، كانت ظروف الرؤية سيئة.[120]

### حوادث اختطاف
- في عام 1972، وهو العام الذي أقيمت فيه دورة الألعاب الأولمبية الصيفية في ميونيخ، كانت هناك أربع عمليات اختطاف لطائرات لوفتهانزا:
  - في 22 شباط، اختطفت الرحلة 649، والتي كانت بوينغ 747-200 (مسجلة D-ABYD) مع 172 راكبا و15 من أفراد الطاقم في طريقها من دلهي إلى أثينا (كجزء من رحلة متعددة الوجهات من طوكيو إلى فرانكفورت) من قبل خمسة فلسطينيين والذين طالبوا بفدية 5 ملايين $ من الحكومة الألمانية. هبطت الطائرة في مطار عدن الدولي، تم إطلاق سراح الرهائن في اليوم التالي مباشرة بعد قبول مطالب الجناة.[121][122]
  - في 10 تموز، وقعت محاولة اختطاف مماثلة على متن طائرة لوفتهانزا بوينغ 737-100 خلال رحلة من كولونيا إلى ميونخ.[123]
  - في 11 تشرين الأول، اختطفت طائرة بوينغ 727 في رحلة من لشبونة إلى فرانكفورت. عند الهبوط في مطار فرانكفورت، حاول الجاني الفرار لكن تم القبض عليه من قبل قوات الشرطة.[124]
  - في 29 تشرين الأول، اختطف رجلان الرحلة 615 مع 11 راكبا و7 من أفراد الطاقم على متن الطائرة أثناء رحلتها من بيروت إلى أنقرة (وما بعدها إلى ألمانيا)، من أجل تحرير الأعضاء الثلاثة الباقين على قيد الحياة من منظمة أيلول الأسود المجموعة المسؤولة عن عملية ميونيخ. بينما خطفت الطائرة بوينغ 727 (مسجلة D-ABIG) أجبرت على الدوران فوق مطار زاغريب مما شكل خطر في نهاية المطاف بسبب نقص الوقود، حيث قررت سلطات ألمانية الغربية الامتثال للمطالب. تم تسليم السجناء وسمح للطائرات بالطيران إلى طرابلس، حيث تم إطلاق سراح الرهائن.[125][126][127]
- في 17 كانون الأول 1973، وفي أعقاب الأحداث المحيطة برحلة بان أمريكان 110 اختطفت طائرة لوفتهانزا بوينغ 737-100 (مسجلة D-ABEY) رابضة في مطار ليوناردو دا فينشي في روما. 10 رهائن ايطاليين تم اجبارهم على دخول الطائرة من قبل 5 فلسطينيين، طاقم الطائرة الألمان (طياران ومضيفتان) الذين كانوا على متن الطائرة يستعدون للإقلاع نحو ميونخ أجبروا على الطيران إلى أثينا أولا ثم إلى دمشق لتنتهي المحنة أخيرا في اليوم التالي في مطار الكويت الدولي، حيث قام المختطفون بتسليم أنفسهم.[128][129]
- في 28 حزيران 1977، اختطفت طائرة لوفتهانزا بوينغ 727 خلال رحلة من فرانكفورت إلى إسطنبول وأجبرت على التحويل إلى ميونخ.[130]
- حادثة اختطاف لاندشوت وقعت في 13 تشرين الأول 1977، في الوقت الذي كانت ألمانيا الغربية تتعرض لضغوط إرهاب شديدة عرفت باسم خريف ألمانيا. طائرة البوينغ 737-200 (مسجلة D-ABCE) اختطفت في الرحلة رقم 181 من بالما دو مالوركا إلى فرانكفورت من قبل 4 أفراد تابعين للجبهة الشعبية لتحرير فلسطين، الذين أرادوا الضغط على الحكومة الألمانية لتحرير عدة مساجين تابعين لمنظمة الجيش الأحمر. كان على طاقم الطائرة التوجه بالطائرة مع ال 87 راكب أولا إلى روما ومن ثم على التوالي إلى لارنكا، البحرين، دبي، عدن (حيث تم قتل الطيار فور عودته إلى الطائرة بعد مفاوضات مع السلطات المحلية)، لتستقر أخيرا في مقديشو في محنة استغرقت عدة أيام.

في مطار مقديشو، قامت الوحدة الألمانية الخاصة GSG9 باقتحام الطائرة في الساعات الأولى من يوم 18 تشرين الأول بالتوقيت المحلي، لتقتل ثلاثة من المختطفون وتحرر جميع الرهائن.
- في 12 أيلول 1979، وقعت محاولة اختطاف على متن طائرة لوفتهانزا بوينج 727 في رحلة من فرانكفورت إلى كولونيا، ولكن الجاني استسلم بسرعة.[132]
- وقعت ثلاثة حوادث اختطاف في مطلع عام 1985:
  - يوم 27 شباط، اختطفت طائرة لوفتهانزا بوينغ 727   خلال رحلة من فرانكفورت إلى دمشق. أجبر المختطفان الطيارين على تحول مسار الطائرة (مع 35 راكبا آخرين على متن الطائرة) إلى مطار فيينا الدولي، حيث قاموا بالاستسلام.[133]
  - يوم 27 آذار، اختطفت طائرة بوينغ 727 أخرى، وهذه المرة في رحلة من ميونيخ إلى أثينا. طالب رجل الطيارين بتحويل المسار إلى ليبيا. خلال التوقف من أجل الوقود في إسطنبول، تم اقتحام الطائرة والقبض على الجاني.[134]
  - بعد يومين فقط، قام شخص مختل عقليا على متن طائرة لوفتهانزا بوينج 737-200 في رحلة من هامبورغ إلى لندن بالمطالبة بأخذ الطائرة إلى هاواي.[135]
- في 11 شباط 1993، لوفتهانزا الرحلة 592 من فرانكفورت عبر القاهرة إلى أديس أبابا، اختطفت وعلى متنها 94 راكبا و10 من أفراد الطاقم من قبل شاب يبلغ عشرين عاما يدعى نبي زيولد ديميكي، الذي أجبر الطيارين على تحويل طائرة الإيرباص A310 (مسجلة D-AIDM) إلى الولايات المتحدة، بهدف تأمين حق اللجوء هناك. ديميكي، الذي كان على متن الطائرة من أجل ترحيله إلى مسقط رأسه إثيوبيا، سلم نفسه للسلطات عند وصوله إلى مطار جون إف كينيدي الدولي في مدينة نيويورك. لم يتضرر أي من الركاب أو أفراد الطاقم خلال هذه المحنة التي دامت 12 ساعة.[136]

## انتقادات

### أزمة إدارة حادث الأجنحة الألمانية
الأجنحة الألمانية هي شركة تابعة لشركة لوفتهانزا. وصف كارستن شبور، الرئيس التنفيذي لشركة لوفتهانزا، كارثة الأجنحة الألمانية الرحلة 9525 ب «أحلك يوم في تاريخ لوفتهانزا منذ 60 عاما».
لكن إدارة الأزمة من قبل شبور وفريقه كانت ليست جيدة وفقا لعدة مصادر، بالمقارنة مع المديرين التنفيذيين الآخرين في مواجهة الحوادث الكبرى، مع المعلومات المتناقضة المعطاة حول الصحة العقلية والقدرة على الطيران لمساعد الطيار أندرياس لوبيتز. تم الكشف عن أن لوبيتز كان يعاني من حالة اكتئاب شديدة واضطرابات نفسية وقام عمدا باسقاط طائرة الأجنحة الألمانية الرحلة 9525 في جبال الألب الفرنسية، مما أسفر عن مقتل 150 راكب كانوا على متنها. شبور قال مضللا بأن مساعد الطيار كان قادرا على الطيران 100% دون أي مانع أو قيد.

### ضريبة إضافية على شراء التذاكر
في 1 أيلول 2015 طبقت لوفتهانزا ضريبة إضافية مثيرة للجدل بقيمة 16 يورو على الحجوزات المباعة عن طريق وكالات ومنافذ مستقلة. الضريبة الإضافية تدفع إلا إذا أبتعيت التذاكر مباشرة من الموقع الإلكتروني للشركة أو من مراكز الخدمات ومنافذ بيع التذاكر. أماديوس قال في بيان ردا على إستراتيجية لوفتهانزا أن النموذج الجديد جعل «المقارنة والشفافية أكثر صعوبة لأن المسافرين سوف يكونوا مجبرين للذهاب في عدة طرق بحثا عن أفضل سعر». وأنه في المدة ما بين 1 إلى 14 أيلول شهدت الشركة انخفاضا بنسبة 16.1 ٪ في الإيرادات، مشيرا إلى أن الرسم الجديد جاء بنتائج عكسية، على الرغم من أن الشركة عزت ذلك الانخفاض إلى إضراب الطيارين وتأثيرات موسمية أخرى.